# Wołodysław Fedorowycz
Wołodysław Wałentyn Iwanowycz Fedorowycz herbu Oginiec ukr. Володислав Валентин Іванович Федоро́вич, pol. Władysław Walenty Fedorowicz (ur. 26 maja 1845 w Bilitówce, zm. 22 grudnia 1917 w Kijowie) – ukraiński działacz społeczny i polityk w Galicji, właściciel ziemski majątku Okno, mecenas.

## Życiorys
Był synem ziemianina i polskiego działacza niepodległościowego, Jana Fedorowicza i Karoliny z Nahlików. Ukończył naukę w C.K. I Gimnazjum w Tarnopolu. Pod wpływem dyrektora gimnazjum o. Wasyla Ilnyćkiego zainteresował się filozofią, historią i sztuką. Po ukończeniu gimnazjum wyjechał za granicę. Dwa lata studiował na Uniwersytecie Wiedeńskim i dwa na Sorbonie, a później podróżował po prawie całej Europie. Odziedziczywszy majątek po ojcu, potroił jego dochody і urządził wzorcowe gospodarstwo rolne.
W 1873 został przewodniczącym Towarzystwa „Proswita” we Lwowie і jego członkiem honorowym (ofiarował Towarzystwu 12 000 guldenów na wydawanie ukraińskich podręczników szkolnych, finansował badania archeologiczne w Haliczu i wystawę archeologiczna we Lwowie.
W latach 1879–1882 był posłem do austriackiego parlamentu, później dożywotnio w Izbie Panów.
W swoim majątku Okno stworzył muzeum archeologiczne i sztuki ludowej, jak również zorganizował zakład produkujący kilimy, a przy nim szkołę zawodową. W lipcu 1917 jego majątek został spalony przez wycofujących się żołnierzy rosyjskich. W pożarze przepadło bogate archiwum i biblioteka, zbiór ukraińskich kilimów i galeria obrazów.